# تونی بارتون (بازیکن فوتبال)
تونی بارتون (انگلیسی: Tony Barton؛ ۸ آوریل ۱۹۳۷ – ۲۰ اوت ۱۹۹۳) یک بازیکن فوتبال اهل بریتانیا بود.